# Матусевич, Николай Николаевич
Николай Николаевич Матусевич (29 марта [10 апреля] 1879 года, Николаев — 27 мая 1950 года) — исследователь Арктики, Заслуженный деятель науки и техники РСФСР, гидрограф и геодезист, инженер-вице-адмирал (22.02.1944), профессор Военно-морской академии, вице-президент Всесоюзного географического общества, сын вице-адмирала Николая Александровича Матусевича.

## Морской корпус

Могила Матусевича на Литераторских мостках в Санкт-Петербурге.

18 сентября 1892 года тринадцатилетний Николай был зачислен в Морской кадетский корпус воспитанником. С 12 мая по 11 августа 1894 года он проходил морскую практику на блокшиве «Баян» под командованием капитана 2-го ранга Храбростина. 12 мая 1895 года зачислен в младший специальный класс и 15 сентября того же года зачислен на действительную службу. Летом 1896 года совершил учебную компанию на крейсере «Князь Пожарский» под командованием капитана 1-го ранга Баранова по Балтийскому морю, а в мае-августе следующего году совершил учебную компанию на учебном судне «Воин» под командованием капитана 2-го ранга Егорьева. 6 сентября 1897 года произведен в чин младшего гардемарина и в мае-сентябре следующего года совершил компанию на учебном судне «Верный» под командованием капитана 2-го ранга Вирена. Вместе с гардемарином Матусевичем морскую практику проходили фельдфебель Михаил Беренс, унтер-офицеры Александр Развозов, Георгий Старк и Борис Жерве.

## Первые офицерские годы
После сдачи экзаменов, Высочайшим приказом по морскому ведомству № 203 Николай Матусевич был произведен 15 сентября 1898 года в чин мичмана с зачислением в Сибирский экипаж. Однако, уже 30 ноября того же года девятнадцатилетний мичман был переведен в Черноморский флот, где в то время в чине капитана 1-го ранга служил его отец.
10 декабря 1898 года Николай Матусевич был зачислен в 32-й флотский экипаж, а 30 мая 1899 года приказом главного командира Черноморского флота назначен исполняющим должность ревизора крейсера «Память Меркурия», на котором в составе учебно-артиллерийского отряда и практической эскадры совершил свою первую морскую компанию в офицерском чине.
В ноябре-декабре того же года мичман Матусевич в должности вахтенного офицера служил на крейсере «Россия» под командованием капитана 1-го ранга Доможирова и на эскадренном броненосце «Сисой Великий» под командованием капитана 1-го ранга Молласа. В 1900 году Николай Николаевич в должности вахтенного офицера находился в заграничном плавании на броненосце «Сисой Великий» и крейсере «Разбойник» под командованием капитана 2-го ранга Комарова.

## Военные события в Китае 1900—1901 годов
11 июня 1900 года мичман Матусевич был назначен вахтенным начальником на эскадренный броненосец «Петропавловск», во время службы на котором он участвовал в июле-сентябре в штурме крепости Таку и 18-19 сентября в десанте на Шанхай для занятий оставленных китайцами фортов. 19 декабря 1900 года Николай Матусевич был назначен младшим штурманским офицером эскадренного броненосца «Петропавловск», на котором под командованием капитана 1-го ранга Греве участвовал в перевозке войск, за что был награждён светло-бронзовой медалью «За поход в Китай». После окончания военных действий на миноносце № 205 в составе отряда под командованием лейтенанта Виноградского совершил заграничное плавание, по возвращении из которого назначен исполняющим должность ревизора эскадренного броненосца «Петропавловск».

## Морская академия
5 октября 1902 года зачислен слушателем гидрографического отделения Николаевской морской академии и 6 декабря того же года Высочайшим приказом произведен в чин лейтенанта. 8 июня 1904 года Николай Николаевич окончил академию по 1-му разряду с занесением его имени на мраморную доску и награждением двухлетним старшинством в чине, а 1 июля зачислен в штурманские офицеры 1-го разряда.

## Русско-японская война
После начала русско-японской войны, Николай Николаевич был назначен старшим штурманским офицером крейсера 2-го ранга «Терек», на котором участвовал в августе-октябре 1904 года в Атлантическом океане в досмотре судов на предмет нахождения на борту контрабанды, а затем присоединился к эскадре вице-адмирала Рожественского у острова Мадагаскар. В мае-июне 1905 года, отделившись от эскадры, крейсер под командованием капитана 2-го ранга Константин Александрович Панферова крейсировал у восточных берегов Японии, а затем вернулся на родину, где Николай Николаевич был назначен 26 августа 1906 года штурманским офицером крейсера «Память Меркурия».
10 февраля 1906 года лейтенанту Матусевичу было предоставлено право ношения светло-бронзовой медали в память русско-японской войны в 1904-05 годах, а 30 августа 1907 года — темно-бронзовой медали в память плавания II Тихоокеанской эскадры в 1904-05 годах.

## Петербургский университет
13 ноября 1906 года Николай Николаевич был уволен в запас в чине капитан 2-го ранга. Во время нахождения в отставке Матусевич окончил физико-математический факультет Санкт-Петербургского университета.

## В Пулковской обсерватории
6 июля 1909 года Матусевич вернулся на службу в прежнем чине лейтенанта с переименованием в чин штабс-капитана и производством в чин капитана по адмиралтейству с зачислением во 2-й флотский экипаж и прикомандированием к Главному Гидрографическому управлению. 17 июля того же года был прикомандирован к Главной Николаевской Астрономической Обсерватории в Пулкове для усовершенствования в астрономии и высшей геодезии. В следующем году с 27 мая по 28 июля на транспорте «Описной» находился во внутреннем плавании и совместно с О. Г. Дитц впервые производит радиотелеграфное определение долгот между Мариенхамном и маяком Богшер на удалении в 70 км с ошибкой 0,03 часовых секунды.

## Начальник отдельной съемки Белого моря
7 марта 1911 года Высочайшим приказом капитан Матусевич был назначен на должность начальника отдельной съемки Белого моря и 1911—1914 годах на транспорте «Мурман» и на портовом судне «Лейтенант Овцин» производил гидрографические работы в Белом море, руководил работами по изучению Карского моря и Мурманского побережья.
Заслуги Николая Николаевича были отмечены избранием его в 1912 году действительным членом Императорского Русского географического общества. Кроме того, 6 декабря 1911 года он был всемилостивейше пожалован орденом Св. Анны III степени, а 21 февраля 1913 года ему было предоставлено право на ношение светло-бронзовой медали «В память 300-летия Царствования Дома Романовых».

## Штурманский офицерский класс
В свободное от исследовательской деятельности время Николай Николаевич преподавал в Штурманском офицерском классе во время заграничных плаваний на транспорте «Океан» и на броненосном крейсере «Россия».
4 февраля 1913 года Высочайшим приказом Матусевич был зачислен в Корпус гидрографов флота, а 14 апреля того же года произведен в чин подполковника и 29 августа зачислен во 2-й флотский экипаж. 19 декабря 1913 года отчислен из 2-го флотского экипажа с причислением к Главному Гидрографическому управлению.
В январе 1915 года, по инициативе командующего Балтийским флотом адмирала Н. О. Эссена в Гельсингфорсе был открыт Штурманский офицерский класс, заведующим которым был назначен подполковник Матусевич. Слушателям, которых в первый набор было 19 офицеров, преподавали астрономию, навигацию, девиацию, тактику, электротехнику, радиотелеграф и теорию корабля. Занятия проводились на транспорте «Русь». В процессе обучения были добавлены тактическая навигация, метеорология и курс электромагнитных компасов. Занятия с 31 офицером третьего военного набора штурманского класса велись с 1 декабря 1916 года до начала марта 1917 года. Их проводили на транспорте «Митава», где астрономию преподавал полковник Матусевич. После успешной сдачи экзаменов выпускникам присваивалось звание штурманского офицера 2-го разряда. Занятия с последним набором Временного Штурманского офицерского класса проводились с 1 декабря 1917 года по апрель 1918 года. В начале учебного года их посещали 30 слушателей, но вскоре почти половина из них прекратили учёбу. За четыре военных выпуска класс подготовил около 80 квалифицированных специалистов, среди которых были: А. И. Берг, М. В. Викторов, Ю. Ф. Ралль, А. П. Белобров, К. С. Ухов и другие известные моряки и ученые.
Заслуги Николая Николаевича были отмечены царским правительством: 28 февраля 1915 года ему было предоставлено право ношения светло-бронзовой медали «В память 200-летия Гангутской победы», а 22 марта того же года он был Всемилостивейше пожалован «за отлично-усердную службу и труды вызванные обстоятельствами военного времени» орденом Св. Станислава II степени. Кроме того, 10 апреля 1916 года Матусевич был произведен в чин полковника, а 17 октября 1917 года, уже Временным правительством, в чин генерал-майора корпуса гидрографов флота.

## При советской власти

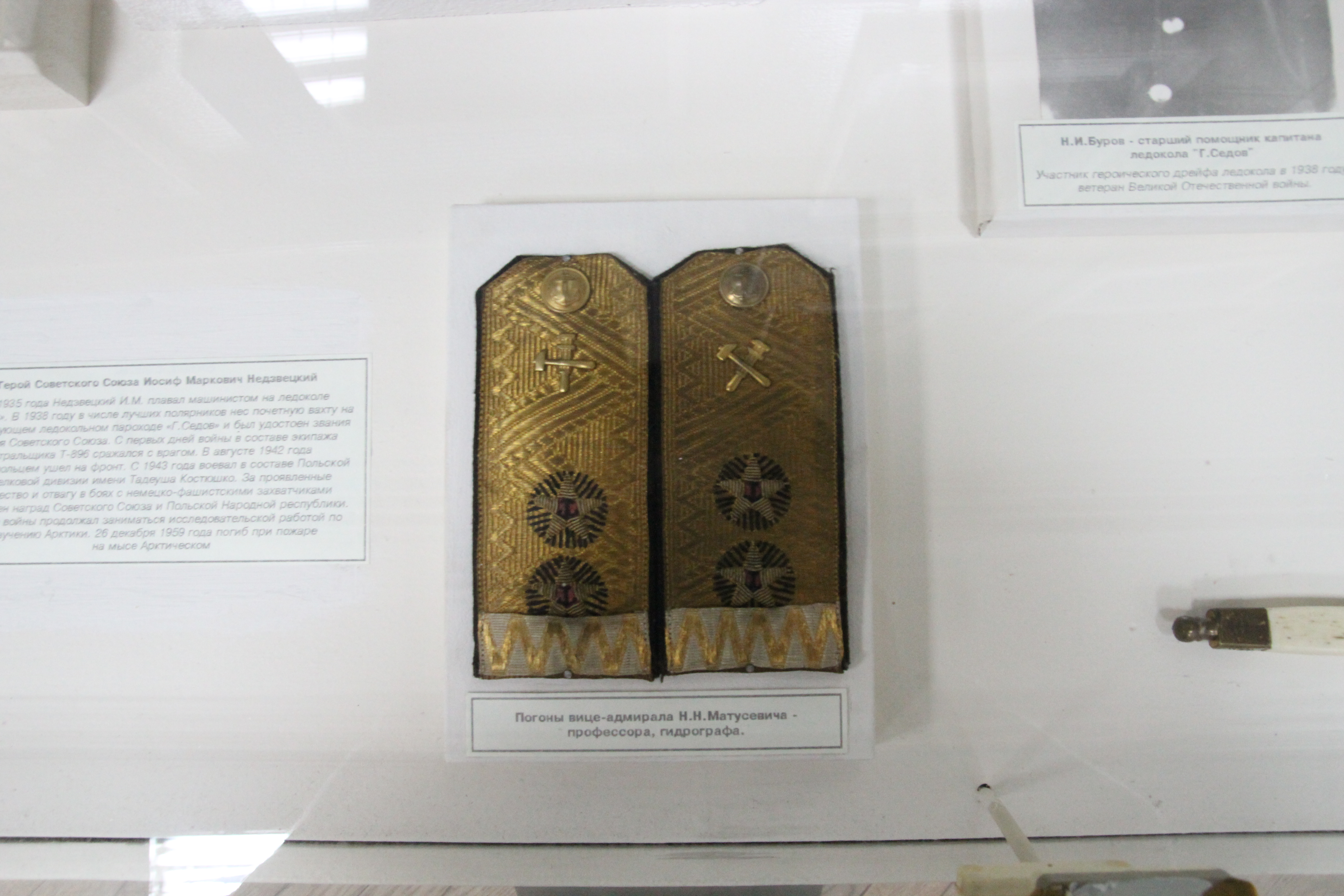
Погоны вице-адмирала в музее Северного флота

В течение 20 лет Матусевич руководил работами по изучению Белого и Карского морей и Мурманского побережья. Изучал течения в горле Белого моря. В 1923 году им была организована полярная метеостанция на архипелаге Новая Земля в проливе Маточкин Шар, на базе которой в 1924 году была устроена полярная геофизическая обсерватория. Результаты произведенных под руководством Матусевича гидрографических работ послужили основой для создания навигационных карт Белого и Баренцева морей.
В 1931 году Н. Н. Матусевич становится профессором Военно-морской академии в Ленинграде с присвоением 31 мая 1936 года звания инженер-флагман 2-го ранга. В 1935—1945 годах он заведовал кафедрой гидрографии, а в 1943—1945 годах — кафедрой кораблевождения в Военно-морской академии. 22 декабря 1939 года Матусевичу было присвоено звание флагмана 1-го ранга, а после введения званий высшего начальствующего состава, 4 июля 1940 года — звание генерал-лейтенанта береговой службы.
В 1943 году произведен в вице-адмиралы, через год стал заслуженным деятелем науки и техники РСФСР. В 1947 году избран вице-президентом ГО СССР. в том же году по возрасту вышел в отставку, но до конца своей жизни продолжал работать в ВАММУ имени адмирала С. О. Макарова.
Долголетний и добросовестный труд Николая Николаевича был отмечен присвоением ему в 1944 году звания заслуженного деятеля науки и техники РСФСР. В 1947 году, после выхода в отставку, он был избран вице-президентом Географического общества СССР.
Умер в Ленинграде, похоронен на Волковском православном кладбище.
Основные труды: «Мореходная астрономия» (1922), «Записки по теории картографических проекций» (1925), «Руководство по практической геодезии и астрономии» (1932), «Современные методы гидрографических работ открытого моря» (1940—1945).

## Награды
- Орден Ленина (1945)[18]
- Орден Красного Знамени (1944)[19]
- Орден Трудового Красного Знамени (1944)[20]
- Медаль «XX лет Рабоче-Крестьянской Красной Армии» (1938)
- Медаль «За победу над Германией в Великой Отечественной войне 1941—1945 гг.» (1945)
- Медали
- Заслуженный деятель науки и техники РСФСР

## Память

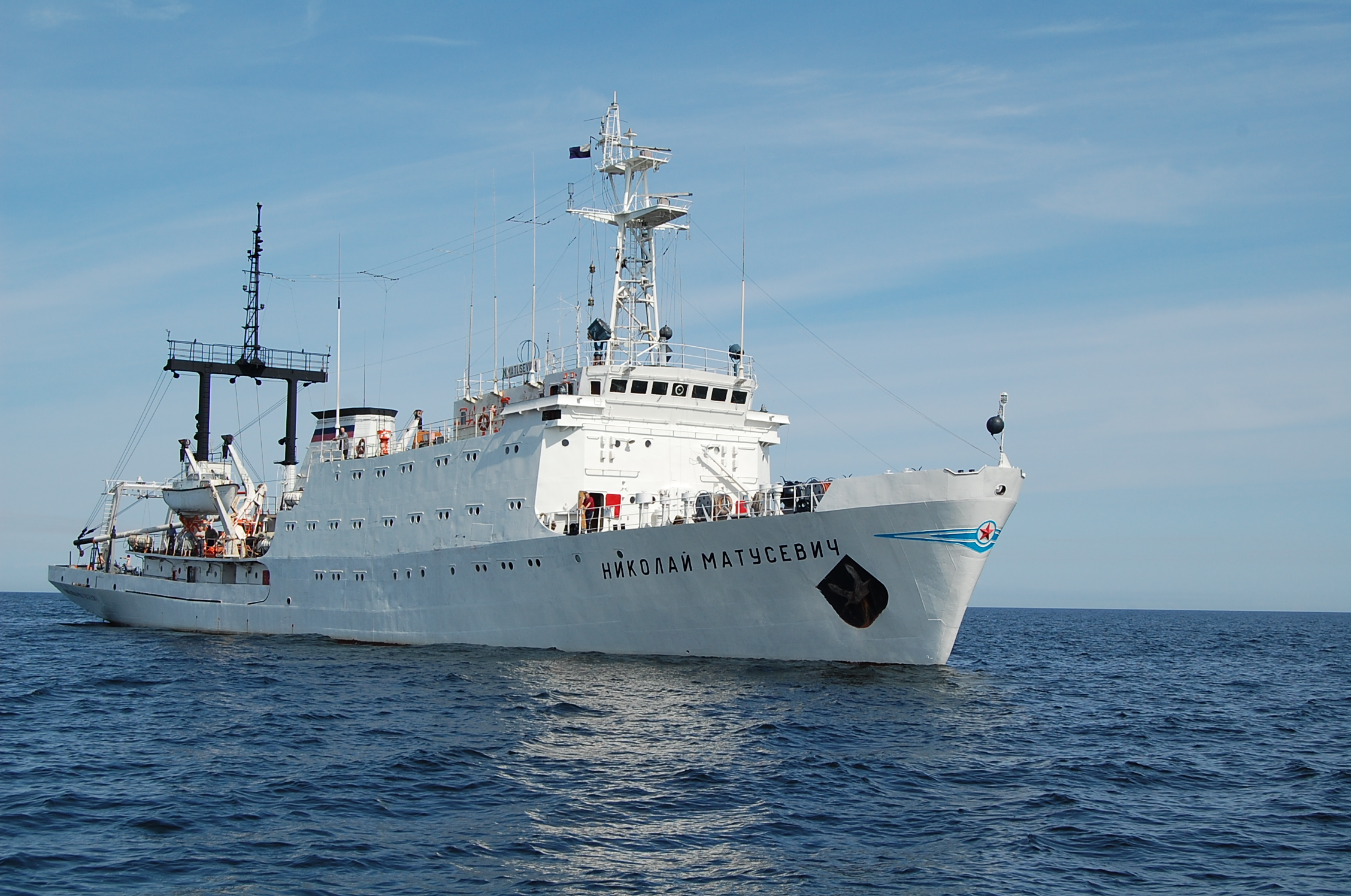
Гидрографическое судно «Николай Матусевич».

- Его именем было названо гидрографическое исследовательское судно пр.862/II. «Николай Матусевич», находится в п. Ломоносов, Санкт-Петербург.

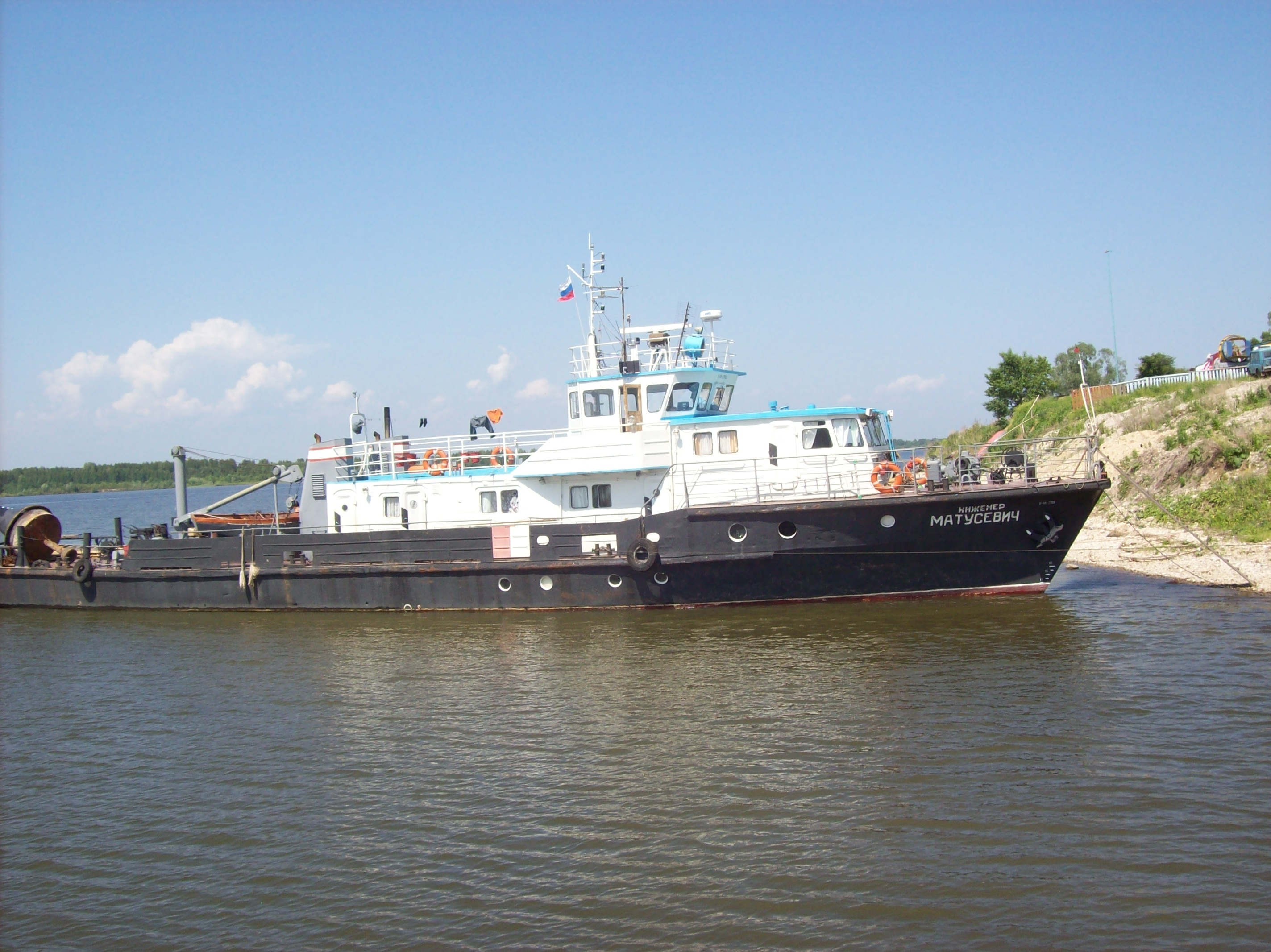
Путейский катер «Инженер Матусевич» возле Васильсурска.

- На Волге его именем назван путейский катер «Инженер Матусевич».
- Именем Матусевича назван один из заливов острова Октябрьской Революции в архипелаге Северная Земля и впадающая в него река[21].
- Его именем названы бухта и полуостров на Новой Земле, залив на острове Греэм-Белл и ледник в Антарктиде[21].
- В честь Н. Н. Матусевича назван фьорд (фьорд Матусевича, море Лаптевых, Северная Земля, остров Октябрьской революции; фьорд открыт в 1913 гидрографической экспедицией Северного Ледовитого океана на ледокольных транспортах «Таймыр» и «Вайгач»)[21].